# Richonia
Richonia is een monotypisch geslacht van schimmels uit de familie Zopfiaceae. Het bevat alleen Richonia variospora.